# Николай Пинарский
Святи́тель Николай Пинарский, Сионский (жил в VI веке, Ликия — 10 декабря 564 года) — христианский святой, был архиепископом Пинарским, настоятелем Сионского монастыря в Малой Азии. Почитается как чудотворец.
Его жизнеописание в древности спуталось с жизнеописанием Николая Чудотворца Мирликийского, из-за схожести биографий: оба родом из Ликии, архиепископы, почитаемые святители и чудотворцы. Эти совпадения привели к заблуждению, существовавшему долгие годы: что в истории церкви был только один «Святитель Николай Чудотворец».
Из-за этого в житии великого Чудотворца возникли исторические несоответствия. Например, получалось, что Николай Мирликийский посещал храм Воскресения Господня на Святой Земле задолго до его основания императрицей Еленой. На самом деле Николай Чудотворец на Святой Земле не был, описанное во многих его житиях паломничество совершал Николай Пинарский. Подобным образом произошла путаница и с именами родителей и дяди Николая Мирликийского. Феофан (Епифаний) и Нонна, упоминаемые в его житиях, — это имена родителей Николая Пинарского.